# نيل هادوك
نيل هادوك (بالإنجليزية: Neil Haddock) هو ملاكم محترف ويلزي سابق. حقق الميدالية الفضية في دورة ألعاب الكومنولث 1986.

## إحصائيات
خاض خلال مسيرته 26 نزالا، فاز في 14 وتعادل في 1 وخسر في 11. فاز بالضربة القاضية في 6 نزالات.

## الميداليات
| الميدالية | المسابقة                  |
| --------- | ------------------------- |
| فضية      | دورة ألعاب الكومنولث 1986 |

## روابط خارجية
- نيل هادوك على موقع بوكس ريك (الإنجليزية) (registration required)
- نيل هادوك على موقع اتحاد ألعاب الكومنولث (مؤرشف) (الإنجليزية)